# James F. Byrnes
James Francis Byrnes (Charleston, 2 de mayo de 1882-Columbia, 9 de abril de 1972) fue un político estadounidense del Partido Demócrata. 
Durante su carrera política, Byrnes fue miembro de la Cámara de Representantes de los Estados Unidos (1911-1925), senador (1931-1941), juez de la Corte Suprema (1941-1942), secretario de Estado (1945-1947), y gobernador de Carolina del Sur (1951-1955). Por lo tanto, Byrnes fue uno de los pocos políticos que trabajó en las tres ramas del gobierno central y también en la esfera estatal. Fue también un colaborador cercano del presidente Franklin D. Roosevelt, y fue uno de los principales personajes de la política interior y exterior de los Estados Unidos a mediados de los 1940.
Como gobernador de Carolina del Sur, se opuso a la decisión de la Corte Suprema de los Estados Unidos en el caso Brown contra el Consejo de Educación y buscó establecer la política de «separados pero iguales» como una alternativa a la desegregación escolar. Aunque siguió siendo demócrata, respaldó a la mayoría de los candidatos presidenciales republicanos después de 1948 y apoyó el cambio de Strom Thurmond al Partido Republicano en 1964.